# Mirosław Justek
Mirosław Justek (Słupsk, 23 settembre 1948 – 24 gennaio 1998) è stato un calciatore polacco, di ruolo difensore.

## Carriera
Con la Nazionale polacca ha preso parte ai Mondiali 1978.